# Реріх Юрій Миколайович
Юрій Миколайович Реріх (3 (16) серпня 1902, Окуловка, Новгородська губернія — 21 травня 1960, Москва) — російський сходознавець, лінгвіст, мистецтвознавець, етнограф, мандрівник, фахівець з мови та культури Тибету, автор робіт з діалектології тибетської мови, укладач багатотомного тибетського словника. Доктор філологічних наук, професор, директор Інституту Гімалайських досліджень «Урусваті», завідувач сектором філософії та історії релігії Інституту сходознавства АН СРСР. Старший син Миколи Костянтиновича Реріха і Олени Іванівни Реріх.

## Біографія
Юрій Миколайович Реріх народився 16 серпня 1902 року в селі Окуловка Новгородської губернії.
З 1914 по 1917 рік навчався в Петербурзі, в приватній гімназії Карла Мая.
З 1917 по 1919 рік проживав разом з батьками в Фінляндії.
У 1919 — 1920 роках займався в Школі східних мов при Лондонському університеті (індоіранське відділення), закінчив другий курс Школи. Перевівся в Гарвардський університет (відділення індійської філології) (США), який закінчив у 1922 році зі ступенем бакалавра.
Разом з В. Перцевим і В. Діксоном Ю. Реріх входив до Кембриджського гуртка з вивчення Живої Етики (Агні-Йоги). Цей гурток був езотеричним за своєю спрямованістю і займався окультними практиками . Молоді люди вивчали відповідну літературу, вечорами збиралися разом, обговорювали прочитане, робили записи, використовуючи метод «спіритизму», тобто вважали, що викликають духів Вчителів і адептів минулого й інших «потойбічних духів» . Вважалося, що їх Учителем був Алла Мінг Шрі Ішвара (Махатма Морія), який надиктував складені віршем духовні послання, які були «символічним зображенням шляху сходження». Пізніше записи гуртка використовувалися при підготовці видання Агні-Йоги, зокрема її томів «Поклик» і «Осяяння».

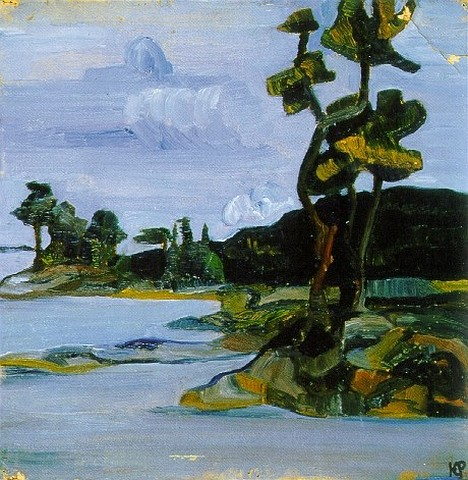
«Сосни на березі». 1917
Ю. М. Реріх

У 1922 — 1923 роках працював в Паризькому університеті на Середньо-Азійському, Індійському і Монголо-Тибетському відділеннях, займався на військовому, юридично-економічному відділеннях, слухав курс китайської та перської мов. Здобув ступінь магістра індійської філології.
З 1924 по 1925 рік вів дослідницьку роботу в Індії, Сіккімі й Кашмірі, займався тибетським мовою і санскритом.
У 1925 — 1928 роках брав участь в Центрально-Азійській експедиції М. Реріха (Ладакх, Сіньцзян, Монголія, Китай і Тибет). Незважаючи на молоді роки, Юрій Миколайович відповідав за безпеку експедиції, а його прекрасне знання тибетської, монгольської мов і гінді (вважається, що в цілому Ю. М. Реріх володів більш ніж 30 європейськими та азійськими мовами і діалектами) дозволило йому без труднощів спілкуватися з місцевим населенням. В результаті експедиції з'явилися праці: «Тибетський живопис» (1925 р.), «Володіння архатів» (1929 р.), «Сучасна тибетська фонетика» (1928 р.), «Звіриний стиль у древніх кочівників» (1930 р.), «Каталог тибетської колекції» (1930 р.), «Подорож в сокровенну Азію» (1931 р.), «Стежками Серединної Азії» (1933 р.).
З 1930 по 1942 рік займав посаду директора Інституту Гімалайських досліджень «Урусваті», заснованого його батьком в Наггарі (Індія), й одночасно — редактором журналу «Урусваті».
У 1931 — 1932 роках проводив наукові дослідження в Західному Тибеті, а в 1934 — 1935 роках, разом з експедицією М. К. Реріха, займався дослідженнями в Японії, Маньчжурії, Внутрішній Монголії та Китаї.
У 1941 році, під час початку війни, телеграфував радянському послу в Лондоні з проханням зарахувати його добровольцем до лав Червоної Армії.
З 1949 року керував Індо-тибетським семінаром і завідував курсами китайської і тибетської мов в Калімпонзі (Східні Гімалаї). Був членом Королівського Азійського товариства в Лондоні і Азійського товариства у Колкаті.
У 1957 році повернувся до СРСР.

### Діяльність в Інституті сходознавства АН СРСР
19 вересня 1957 р. був зарахований до штату Інституту сходознавства Академії наук СРСР старшим науковим співробітником сектора історії та філософії у відділі Індії та Пакистану. 17 березня 1958 року вчена рада Інституту сходознавства присудила йому ступінь доктора філологічних наук без захисту дисертації, а за сукупністю опублікованих робіт (24 голоси «за», один «проти»). Рішення було затверджено Вищою атестаційною комісією 11 жовтня 1958 року.
Впродовж 1958 року він був включений до складу вченої ради Інституту та його філологічної секції, а також вченої ради Інституту китаєзнавства АН СРСР. 5 листопада 1958 року призначений завідувачем сектором філософії та історії релігії. З 17 квітня 1959 року входив до складу академічної Наукової ради.
Завдяки зусиллям Ю. М. Реріха, в СРСР поновилися випуски серії «Bibliotheca Buddhica», перервані в роки репресій в 1938 році. Зокрема, в 1960 р. він був редактором російського перекладу Дхаммапади (Афоризмів Будди) — найважливішого тексту південного буддизму (з мови палі її переклав В. М. Топоров). З 1960 року у відновленій серії поряд з Дхаммападою були надруковані Міліндапаньга — «Питання царя Менандра» (1989) й низка інших важливих текстів як Тгеравади, так і Махаяни.
У 1983—1993 роках вийшов у світ «Тибетсько-російсько-англійський словник» Ю. М. Реріха із санскритськими паралелями (вип. 1-11), високо оцінений фахівцями.
Помер Ю. М. Реріх від серцевого нападу 21 травня 1960 року в Москві. Похований на Новодівичому кладовищі.

### Основні праці Ю.М.Реріха
- Реріх Ю. М. Тибетська мова . — М.: Едіторіал УРСС, 2001. — 136 с.
- Тибетсько-російсько-англійський словник із санскритськими паралелями. — Вип.1 — 11 / Ред. Ю. Парфінович і В. Диликова. — М.: Наука, 1983—1993. — (АН СРСР. Ін-т сходознавства).
- Вибрані праці / АН СРСР . Ін-т народів Азії . — М.: Наука, 1967. (Текст англ. мовою)
- Реріх Ю. М. Тибетський живопис / Пер з англ. А. Л. Баркова. — М.: МЦР; Майстер-Банк . — 2001.
- Реріх Ю. М. Історія Середньої Азії: У 3 т. — Т.1. — М.: МЦР ; Благодійний фонд ім. Е. І. Реріх; Майстер-Банк, 2004.
- Реріх Ю.МН. Історія Середньої Азії: У 3 т. — Т.2. / Ред. І. І. Нейчев. — М.: МЦР, 2007.
- Реріх Ю. М. До вивчення Калачакри; Паралокасіддхі . 1967
- Реріх Ю. М. Стежками Серединної Азії / — Самара: Видавництво «Агні», 1994.
- Реріх Ю. М. Дивовижний життєпис чаг лоцзави, складене Джуба Чойдаром (переклад з тибетської)
- Реріх Ю. М. Аланські дружини в епоху монголів. З журналу «Осетія», Париж, 1933 рік, квітень — травень — червень.
- Реріх Ю. М. Буддизм і культурна єдність Азії — М.: МЦР; Майстер-Банк, 2002. (Збірник статей, випущений до сторіччя з дня народження вченого)
- Реріх Ю. М. Листи: У 2 т. — Т.1: 1919—1935 / Упоряд. Н. Г. Михайлова, передм., прим. і вказ. Т. О. Книжник, Н. Г. Михайлова, перекл. з англ. Л. Г. Лоркіна, І. В. Орловська та ін. — М.: МЦР; Майстер-Банк, 2002.
- Реріх Ю. М. Листи: У 2 т. — Т.2: 1936—1960 / Упоряд. Н. Г. Михайлова, передм., прим. і вказ. Т. О. Книжник, Н. Г. Михайлова, перекл. з англ. Л. Г. Лоркіна, І. В. Орловська та ін. — М.: МЦР; Майстер-Банк, 2002.
- Реріх Ю. М. Тибет і Центральна Азія: Статті. Лекції. Переклади. — Самара, 1999.
- Реріх Ю. М. Звіриний стиль у кочівників Північного Тибету. — М.: МЦР, 1992. — (Мала Реріховська бібліотека). Скан-копія першого видання
- Каталог тибетської колекції. 1930.
- Подорож в сокровенну Азію. 1931.
- Реріх Ю. М. Володіння архатів. 1929.
- Реріх Ю. М. Сучасна тибетська фонетика
- Roerich GN Trails to Inmost Asia. Five Years of Exploration with the Roerichs 'Central Asian Expedition. New Haven — London, 1931.
- Roerich GN The Blue Annal. Calcutta, 1949,1953. Part I—II.
- Roerich GN Le parler de l'Amdo. Etude d'un dialecte archaique du Tibet. Rome, 1958.

### Публікації про Ю.М.Реріха
- 100 років від дня народження Ю. М. Реріха: Матеріали Міжнародної науково-громадської конференції. 2002. — М.: МЦР; Майстер-Банк, 2003.
- Бєліков П. Ф. . Світлої пам'яті Юрія Миколайовича Реріха // Безперервне сходження: До 90-річчя від дня народження Павла Федоровича Бєлікова. — М.: МЦР, 2001. — Т. 1. — С. 482—497.
- Біра Ш. Спогади про Вчителя Ю. М. Реріха // 100 років від дня народження Ю. М. Реріха: матеріали міжнар. наук.-товариств. конф. 2002 / МЦР. М., 2003. С. 43-50.
- Бонгард-Левін Г. М. Будда мовчить … // Наука і релігія. 1989. № 7. С. 38-42.
- Бонгард-Левін Г. М. Він пройшов через все моє життя … // 100 років від дня народження Ю. М. Реріха: матеріали Міжнар. наук.-громадськості. конф. 2002 / МЦР. М., 2003. С. 51-54.
- Спогади про Ю. М. Реріха. — М.: МЦР; Майстер-Банк, 2002.
- Спогади про Ю. М. Реріха: Збірник. За матеріалами конференції в Новосибірську, присвяченій 90-річчю від дня народження Юрія Миколайовича Реріха. — Новосибірськ: Сибірське Реріхівське Суспільство, 1994. — 152 с.
- Гумільов Л. М. Ю. М. Реріх як історик Центральної Азії // Творча спадщина родини Реріх у діалозі культур: філос. аспекти осмислення: зб. науч. тр. / Білорус. держ. ун-т. Мінськ, 2005. С. 668—674.
- Єлизаренкова Т. Я. Людина і вчений // Ю. М. Реріх: матеріали ювілей. конф.: зб. ст. / МЦР. М., 1994. С. 14-19.
- Єлизаренкова Т. Я. «Шкода, що це тривало лише три роки!» // Спогади про Ю. М. Реріха: збірник. — Новосибірськ, 2002.
- Зелінський А. Н. Пам'яті Ю. М. Реріха // Известия Всесоюзного географічного товариства. — 1963. — Т. 95. — 3. — С. 213—221.
- Зелінський А. Н. Лицар Культури : [до 90-річчя від дня народження Ю. М. Реріха] // Реріх Ю. Н. Звіриний стиль у кочівників Північного Тибету. М .: МЦР, 1992. С. 3-20. - (Мала Реріховська бібліотека).
- Ларічев В. Є. Слово про Юрія Миколайовича Реріха // Реріх Ю. Н. Стежками Серединної Азії. Хабаровськ, 1982. С.11-28.
- Ларічев В. Є. Юрій Миколайович Реріх — дослідник історії, культур і мови народів сходу Азії: (до 100-річчя від дня народження) // Історія і культура сходу Азії: матеріали міжнар. науч. конф. (Новосибірськ, 9-11 груд. 2002 р.) — Новосибірськ, 2002. Т.1. С. 40-46: іл.
- Ларічев В. Є. Ю. М. Реріх — мандрівник, дослідник-сходознавець, громадянин // Реріховські читання: [зб. препринтів]. Новосибірськ, 1983.
- П'ятигорський О. М. Промова на урочистому засіданні, присвяченому 100-річчю від дня народження Ю. М. Реріха
- Ревякін Д. Ю. Гине спадщина: Московська квартира Ю. М. Реріха: Каталог. Фотохроніка. Архівні документи. — М.: Міжнародний Центр Реріхів, Майстер-Банк, 2010. — 500 с., Іл.
- Реріх Ю. М.: матеріали ювілейної конференції. — М.: МЦР, 1994. — (Мала Реріховська бібліотека).
- Росов В. А. Юрій Реріх: Повернення в «Нову Країну» // Росія і сучасний світ. — 2009. — № 3 (64) — С. 229—247.
- Рудзитіс Р. Я. Зустрічі з Юрієм Реріхом / Пер. з лат. Л. Р. Цесюлевича. — Мінськ: Лотаць, 2002.
- Семек Е. С. та ін. Юрій Миколайович Реріх / Семек Е. С., Шастіна Н. П., Богословський В. А., П'ятигорський А. М. // Реріх Ю. М. Вибрані праці. М., 1967. С. 5-16.
- Тамазішвілі О. О. Невідомий, небажаний, необхідний (до листування Інституту сходознавства АН СРСР про репатріацію Ю. М. Реріха) // Вісник Євразії. 1999.
- Юрій Миколайович Реріх: біобібліографічний покажчик / Упоряд. Н. К. Воробйова, М. С. Бухаркова, В. І. Шишкова. — М.: МЦР; Майстер-Банк, 2002.
- Ю. М. Реріх // Радянське сходознавство: Збірник статей. — М., 1958. — Вип. 3. — С. 220.
- Юрій Реріх: жива спадщина. Матеріали до біографії. Вип. I: Збірник статей та інтерв'ю. — М.: ГМВ, 2012.
- Юрій Реріх: Статті. Спогади. — Одеса: Астропринт, 2012. — 292 с.

### Довідкові видання
- Реріх Юрій Миколайович // Мілібанд С. Д. Біобібліографічний словник радянських сходознавців. — М.: Східна література, 1975. — С. 471—472.
- Мамонова М. А. Реріх Юрій Миколайович // Алексєєв П. В. Філософи Росії XIX—XX століть: Біографії, ідеї, праці. — М.: Академічний проект, 1999. — С. 667—668.

## Пам'ять про Юрія Миколайовича Реріха

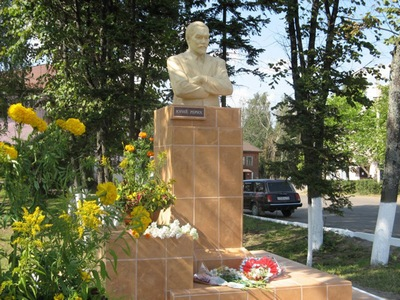
Пам'ятник Юрію Миколайовичу Реріху в Окуловці

- 12 серпня 1960 року в Інституті народів Азії Академії наук СРСР (нині — Інститут сходознавства) був офіційно відкритий Меморіальний кабінет Ю. М. Реріха, в основу якого лягла наукова бібліотека Ю. М. Реріха, а також колекція тханок і старовинних східних рукописів.
- 16 жовтня 1962 року на стіні будинку, де жив останні три роки Ю. М. Реріх (Ленінський проспект, 62), було встановлено меморіальну дошку.
- У 1968 році відбулося відкриття пам'ятника Ю. М. Реріха на Новодівичому кладовищі, виконаного за проектом його брата — С. М. Реріха.
- У 1992 році в Державному історичному заповіднику «Горки Ленінські» проходила суспільно-наукова конференція, присвячена 90-річчю від дня народження Ю. Н. Реріха.[8]
- 18 серпня 1981 року на честь 80-річчя видатного сходознавця відбулося сходження на безіменну вершину альпіністами з Новосибірського академмістечка .[9]
- З 7 по 10 жовтня 2002 року в Міжнародному Центрі Реріхів відбулася Міжнародна науково-громадська конференція, присвячена 100-річчю від дня народження Ю. М. Реріха[10]
- У 2004 році на території музею Міжнародного Центру Реріха встановлено бюст Ю. М. Реріха.
- 16 серпня 2007 року, в день 105-річчя Ю. М. Реріха, в Окуловці відбулося відкриття пам'ятника, присвяченого видатному вченому.[11]
- На честь родини Реріхів, в тому числі Юрія, названий астероїд «Реріх».